# Nishi nijuhatchome (métro de Sapporo)
Nishi nijuhatchome (西28丁目駅, Nishi nijūhatchōme-eki) est une station du métro de Sapporo au Japon. Elle est située dans l'arrondissement de Chūō à Sapporo.

## Situation sur le réseau
Établie en souterrain, la station est située au point kilométrique (PK) 3,7 de la ligne Tōzai entre la station Nijuyonken, en direction du terminus nord-ouest Miyanosawa, et la station Maruyama koen, en direction du terminus sud-est Shin Sapporo.

## Histoire
La station a été inaugurée le 10 juin 1976.

## Services aux voyageurs

### Accès et accueil
La station est ouverte tous les jours.

### Desserte
- Ligne Tōzai :
  - voie 1 : direction Shin Sapporo
  - voie 2 : direction Miyanosawa

Installations et desserte
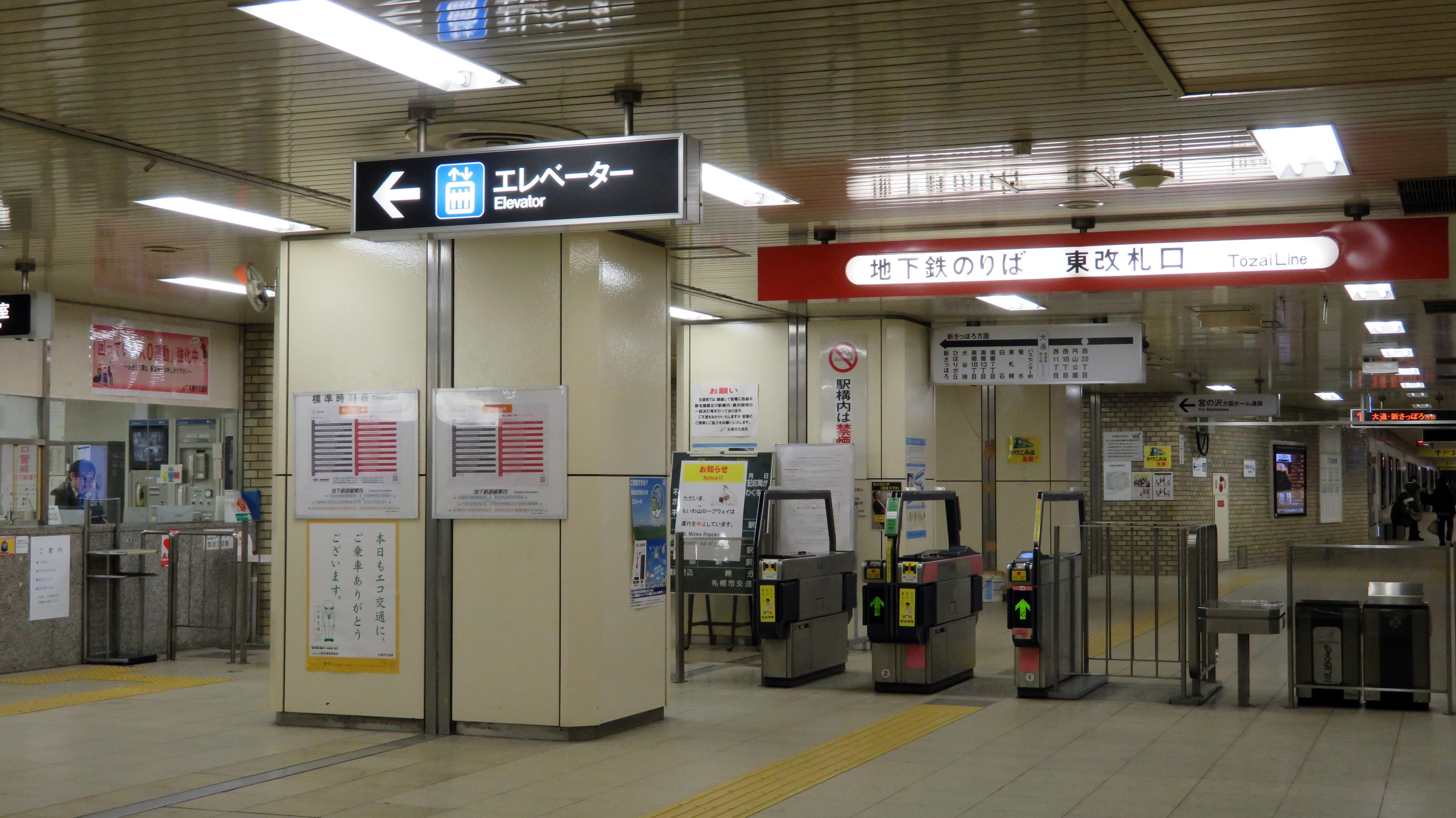
Ligne de contrôle.
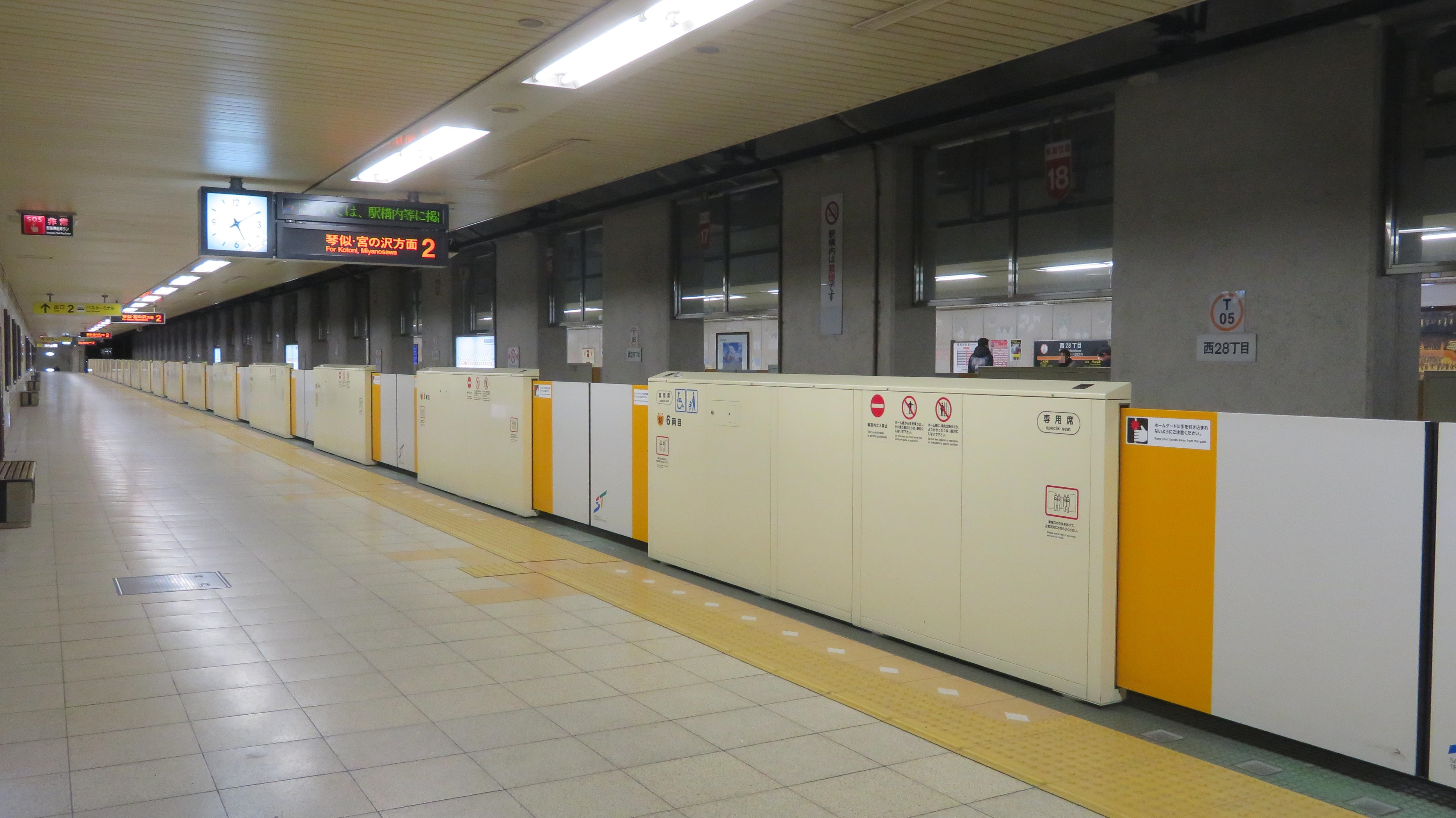
Un quai latéral.